# 銀斑扁鱂
銀斑扁鱂，為輻鰭魚綱鯉齒目鰕鱂亞目鰕鱂科的其中一種，為熱帶淡水魚，分布於非洲塞內加爾、幾內亞比索、幾內亞、馬利、布吉納法索、尼日、象牙海岸、迦納、貝南、奈及利亞、查德、喀麥隆、中非共和國、剛果與蘇丹淡水流域，體長可達5公分，棲息在沼澤、溪流底中層水域，生活習性不明，可作為觀賞魚。

## 擴展閱讀
維基物種上的相關：銀斑扁鱂